# Unterseeboot 732
L'Unterseeboot 732 ou U-732 est un sous-marin allemand (U-Boot) de type VIIC utilisé par la Kriegsmarine pendant la Seconde Guerre mondiale.
Le sous-marin fut commandé le 21 novembre 1940 à Dantzig (Schichau-Werke), sa quille fut posée le 6 octobre 1941, il fut lancé le 18 août 1942, et mis en service le 24 octobre 1942, sous le commandement de l'Oberleutnant zur See Claus-Peter Carlsen.
L'U-732 n'endommagea ou ne coula aucun navire au cours des 3 patrouilles (136 jours en mer) qu'il effectua.
Il fut coulé par la Royal Navy dans le détroit de Gibraltar, en octobre 1943.

## Conception
Unterseeboot type VII, l'U-732 avait un déplacement de 769 tonnes en surface et 871 tonnes en plongée. Il avait une longueur totale de 67,10 m, un maître-bau de 6,20 m, une hauteur de 9,60 m et un tirant d'eau de 4,74 m. Le sous-marin était propulsé par deux hélices de 1,23 m, deux moteurs diesel Germaniawerft M6V 40/46 de 6 cylindres en ligne de 1 400 cv à 470 tr/min, produisant un total de 2 060 à 2 350 kW en surface et de deux moteurs électriques AEG GU 460/8–27 de 375 cv à 295 tr/min, produisant un total 550 kW, en plongée. Le sous-marin avait une vitesse en surface de 17,7 nœuds (32,8 km/h) et une vitesse de 7,6 nœuds (14,1 km/h) en plongée. Immergé, il avait un rayon d'action de 80 milles marins (150 km) à 4 nœuds (7,4 km/h; 4,6 milles par heure) et pouvait atteindre une profondeur de 230 m. En surface son rayon d'action était de 8 500 milles nautiques (soit 15 700 km) à 10 nœuds (19 km/h). 
L'U-732 était équipé de cinq tubes lance-torpilles de 53,3 cm (quatre montés à l'avant et un à l'arrière) qui contenait quatorze torpilles. Il était équipé d'un canon de 8,8 cm SK C/35 (220 coups) et d'un canon antiaérien de 20 mm Flak. Il pouvait transporter 26 mines TMA ou 39 mines TMB. Son équipage comprenait 4 officiers et 40 à 56 sous-mariniers.

## Historique
Il reçut sa formation de base au sein de la 8. Unterseebootsflottille jusqu'au 30 avril 1943, puis il intégra sa formation de combat dans 1. Unterseebootsflottille.
Il quitte Kiel en Allemagne pour sa première patrouille sous les ordres de l'Oberleutnant zur See Claus-Peter Carlsen le 8 avril 1943. Il passe par la zone GIUK pour naviguer dans l'Atlantique Nord, jusqu'à l'est de Terre-Neuve et Labrador. Vers le 22 avril 1943, l'U-732 est attaqué par des charges de profondeur des escortes du convoi ONS-4, à l'est du cap Farvel. L'attaque cause des dommages au périscope, l'obligeant à retourner précipitamment à Brest.
Il reprend la mer pour sa deuxième patrouille, du 10 juin au 31 août 1943, soit 83 jours en mer, l'amenant jusqu'en mer des Caraïbes en passant par le Passage du Vent. Il est attaqué à deux reprises; le 12 juillet 1943, deux avions de reconnaissance OS2U Kingfisher américains l'assaillent dans le golfe de la Gonâve, au large d'Haïti, lui causant quelques dommages mineurs. Une seconde fois le 28 juillet 1943 lorsqu'il traque un petit convoi (3 navires de réparation et 3 destroyers), au large du cap Maisí, à l'extrémité est de Cuba. Les destroyers le localisent et lui lancent des charges de profondeur, sans dommage.
Lors de sa troisième et dernière patrouille, qui commence le 17 octobre 1943, l'U-732 est appelé en renfort en Méditerranée.
Alors qu'il s'apprête à passer en Méditerranée, il est repéré dans l'après-midi du 31 octobre 1944 par le chalutier anti-sous-marin britannique HMS Imperialist, au large de Tanger. Le chalutier lance plusieurs attaques larguant au total 28 charges de profondeur sans toutefois le couler. L'U-732 plonge et se pose au fond, à 180 mètres de profondeur pendant plusieurs heures jusqu'à ce que l'équipage manque d'oxygène et que les piles soient presque déchargées. Malgré l'espoir d'échapper à ses poursuivants en faisant surface, l'U-732 est chassé et attaqué par l'HMS Douglas (en), un destroyer britannique patrouillant à proximité. En situation désespérée, le commandant Carlsen décide à 22 h 30 l'abandon et le sabordage de l'U-Boot. Dans l'obscurité presque totale, secoué par une forte houle, l'U-732 disparaît des flots à la position approximative 35° 54′ N, 5° 52′ O, emportant 31 des 49 membres d'équipage.

## Affectations
- 8. Unterseebootsflottille du 24 octobre 1942 au 30 avril 1943 (Période de formation).
- 1. Unterseebootsflottille du 1er mai 1943 au 31 octobre 1943 (Unité combattante).

## Commandement
- Oberleutnant zur See Claus-Peter Carlsen du 24 octobre 1942 au 31 octobre 1943.

## Patrouilles
|       | Commandant                | Départ          | Départ | Arrivée         | Arrivée | Jours     | Succès |
| ----- | ------------------------- | --------------- | ------ | --------------- | ------- | --------- | ------ |
| 1     | Oblt. Claus-Peter Carlsen | 8 avril 1943    | Kiel   | 15 mai 1943     | Brest   | 38 jours  |        |
| 2     | Oblt. Claus-Peter Carlsen | 10 juin 1943    | Brest  | 31 août 1943    | Brest   | 83 jours  |        |
| 3     | Oblt. Claus-Peter Carlsen | 17 octobre 1943 | Brest  | 31 octobre 1943 | Coulé   | 15 jours  |        |
| Total | Total                     | Total           | Total  | Total           | Total   | 136 jours | 0 t    |

Note : Oblt. = Oberleutnant zur See

### Opérations Wolfpack
L'U-732 opéra avec les Wolfpacks (meute de loups) durant sa carrière opérationnelle.
- Meise (11-21 avril 1943)
- Specht (27 avril - 4 mai 1943)
- Fink (4-6 mai 1943)